# Iodato de sódio
Iodato de sódio é um composto químico de fórmula NaIO3. É também um agente oxidante e, como tal, pode provocar incêndios se em contato com materiais combustíveis ou agentes redutores. Pode ser preparado através da reação de uma base contendo sódio, como o hidróxido de sódio, com o ácido iódico, por exemplo:
HIO3 + NaOH → NaIO3 + H2O
Pode também ser preparado através da adição de iodo a uma solução quente e concentrada de hidróxido de sódio.
3 I2 + 6 NaOH → NaIO3 + 5 NaI + 3 H2O
Condições/substâncias a serem evitadas são: calor, choque mecânico, fricção, materiais combustíveis, materiais redutores, alumínio, compostos orgânicos, carbono, peróxido de hidrogênio, sulfetos.